# San Biagio Saracinisco
San Biagio Saracinisco és un comune (municipi) de la província de Frosinone, a la regió italiana del Laci, situat a uns 120 km a l'est de Roma i a uns 50 km a l'est de Frosinone.
Sant Biagio Saraciniso limita amb els municipis de Castel San Vincenzo, Picinisco, Pizzone, Rocchetta a Volturno, Sant'Elia Fiumerapido i Vallerotonda.
A 1 de gener de 2019 tenia 319 habitants.